# Boevange-sur-Attert
Boevange-sur-Attert (Luxemburgs: Béiwen-Atert, Duits: Böwingen) is een dorp in de gemeente Helperknapp in het Luxemburgse Kanton Mersch.
De Helperknappse deelgemeente heeft een totale oppervlakte van 18,87 km2 en telde 1892 inwoners op 1 januari 2007.
Door het plaatsje stroomt de rivier Attert. Ook bevindt zich er de Helperknapp, een bosrijke heuvel van 387 meter hoog die eveneens als bedevaartsoord fungeert. Toen Boevange-sur-Attert op 1 januari 2018 fusioneerde met het aangrenzende Tuntange, werd de nieuw gevormde gemeente naar deze heuvel vernoemd.

## Kernen
Het grondgebied van de voormalige gemeente Boevange-sur-Attert omvat de volgende kernen:
- Bill
- Boevange-sur-Attert (Béiwen-Atert, Böwingen)
- Brouch (Bruch)
- Buschdorf (Bëschdrëf)
- Finsterthal (Fënsterdall)
- Grevenknapp (Gréiweknapp)
- Openhalt

## Evolutie van het inwoneraantal
| Jaar                              | 2001 | 2002 | 2003 | 2004 | 2005 |
| --------------------------------- | ---- | ---- | ---- | ---- | ---- |
| Inwoneraantal                     | 1760 | 1767 | 1735 | 1761 | 1824 |
| Opmerking: tellingen op 1 januari |      |      |      |      |      |

## Aangrenzende gemeenten
| Aangrenzende gemeenten | Aangrenzende gemeenten | Aangrenzende gemeenten | Aangrenzende gemeenten | Aangrenzende gemeenten |
| ---------------------- | ---------------------- | ---------------------- | ---------------------- | ---------------------- |
|                        |                        | Vichten                |                        | Bissen                 |
|                        |                        |                        |                        |                        |
| Useldange              | Mersch                 |                        |                        |                        |
|                        |                        |                        |                        |                        |
| Saeul                  |                        | Tuntange               |                        |                        |